# На полвека поэзии позже
На полвека поэзии позже или «Полвека поэзии спустя» (пол. Pół Wieku Poezji Później) — польский художественный фильм, действие которого происходит во вселенной «Ведьмака», фанатский и полностью некоммерческий проект. Вышел на экраны 10 декабря 2019 года, получил положительные отзывы.

## Сюжет
Действие фильма происходит через 36 лет после событий, описанных Анджеем Сапковским в его книгах о Геральте. Главные герои — сын барда Лютика, Трисс Меригольд и последний ведьмак Ламберт. Они охотятся за молодой чародейкой, укравшей книгу заклинаний.

## В ролях
- Мариуш Дрэжек — Ламберт
- Магдалена Ружаньска — Трисс Меригольд
- Збигнев Замаховский — Лютик
- Камила Каминска — Орнелла.

## Производство и оценки
Фильм создавался на некоммерческой основе. В работе принимали участие профессиональные кинематографисты и ролевики. Из-за недостатка средств релиз несколько раз откладывался; наконец, последней датой релиза стало 7 декабря 2019 года. Финальный трейлер был опубликован 13 июля 2019 года и встретил преимущественно положительную реакцию.
Рецензенты констатируют, что создатели фильма подошли к делу максимально серьёзно: декорации и реквизит аутентичны, заметны отсылки к книгам Сапковского, на высоком уровне операторская работа. По мнению рецензента «Мира фантастики», этот любительский проект получился заметно более качественным, чем польский сериал, снятый профессионалами в 2002 году. Обозреватель портала Igromania.ru уверен, что по атмосферности фильм превосходит сериал от Netflix. По мнению того же рецензента, ещё один плюс картины — игра основных актёров, а минусы — невнятность боевых сцен и непроработанность сценария. В любом случае для критика «На полвека поэзии позже» — это «лучшая экранизация произведений Анджея Сапковского на сегодняшний день и один из самых масштабных фан-фильмов в истории».